# Moira stygia
Moira stygia is een zee-egel uit de familie Schizasteridae.
De wetenschappelijke naam van de soort werd in 1872 gepubliceerd door Alexander Agassiz.